# Districtul Gelnica
Districtul (Okres) Gelnica este un teritoriu administrativ în Slovacia de est, cu o populație de 30.841 de locuitori și o suprafață de 584 km². Din punct de vedere istoric cea mai mare parte din district este pe teritoriul fostei regiuni Zips și comitatului ungar Gömör și Henclófalva. Districtul are pe teritoriul său orașul Gelnica (Göllnitz) și 19 comune.

## Demografie
| An:                | 1994   | 2004   | 2014   | 2024   |
| ------------------ | ------ | ------ | ------ | ------ |
| Număr de persoane: | 30.034 | 31.006 | 31.504 | 31.787 |
| Diferență:         |        | +3,23% | +1,60% | +0,89% |

| An:                | 2023   | 2024   |
| ------------------ | ------ | ------ |
| Număr de persoane: | 31.736 | 31.787 |
| Diferență:         |        | +0,16% |

## Comune
| - Helcmanovce (Hannsdorf) - Henclová - Hrišovce (Herisdorf) - Jaklovce (Jeckelsdorf) - Kluknava (Kluckenau) - Kojšov (Koischdorf) - Margecany (Margareten) | - Mníšek nad Hnilcom (Einsiedel an der Göllnitz) - Nálepkovo (Wagendrüssel) - Prakovce (Prackendorf) - Richnava (Reichenau) - Smolnícka Huta (Schmöllnitzhütte) - Smolník (Schmöllnitz) - Stará Voda (Altwasser) | - Švedlár (Schwedler) - Úhorná (Ahorn) - Veľký Folkmár (Großvolkmar) - Závadka (Trichtbrunn) - Žakarovce (Sokelsdorf) |